# بنجامین گومل
بنجامین گومل (انگلیسی: Benjamin Gomel؛ زادهٔ ۱۴ مهٔ ۱۹۹۸) بازیکن فوتبال است.